# السرين (قارة)

تعديل مصدري - تعديل

السرين هي إحدى قرى عزلة قارة بمديرية قارة التابعة لمحافظة حجة، بلغ تعداد سكانها 170 نسمة حسب تعداد اليمن لعام 2004.